# Estació d'Alcoletge
Alcoletge és una estació de ferrocarril de FGC situada al nord-oest de la població d'Alcoletge, a la comarca del Segrià. L'estació es troba a la línia Lleida - la Pobla de Segur per on circulen trens de les línies RL1 i RL2, amb destinació Balaguer i la Pobla de Segur respectivament.
Aquesta estació va entrar en servei l'any 1924 quan es va obrir el tram entre Lleida i Balaguer. Segons el Pla Territorial de l'Alt Pirineu i Aran el tram entre Lleida i Balaguer té la consideració de «servei regional d'aportació a la xarxa d'altes prestacions amb potencial de xarxa de rodalia de Lleida», en contraposició al tram prepirinenc de consideració regional «que dona servei a una població quantitativament modesta i a una demanda de mobilitat obligada molt feble».

L'any 2016 va registrar l'entrada de menys de 1.000 passatgers.
| Línia Lleida - la Pobla de Segur de FGC |                              |                   |                      |                        |          |
| Procedència/Destinació                  | <                            | Línia             | >                    | Procedència/Destinació |          |
| Lleida Pirineus                         | Polígon industrial del Segre |                   | Vilanova de la Barca | Balaguer               | Balaguer |
| Lleida Pirineus                         | Polígon industrial del Segre | La Pobla de Segur | Vilanova de la Barca |                        |          |